# Miroslav Jakeš (automobilový závodník)
Miroslav Jakeš (* 7. října 1989 Vsetín) je český automobilový závodník a nejmladší mistr Evropy v závodech do vrchu. Je původem z Velkých Karlovic, ale narodil se ve Vsetíně.

## Kariéra
Poprvé začal závodit už ve svých čtyřech letech. Pomáhal mu jeho otec, který sám dříve závodil. Od 6 let závodil pravidelně v motokárách, později za zařadil mezi národní elitu.
V roce 2003 přešel do závodů do vrchu, kde začal prakticky okamžitě vítězit. V roce 2004 získal titul s kitovou Felicií a vytvořil mnoho rekordů ve třídě 1400. V roce 2006 pak vybojoval titul mistra ČR ve skupině N. Od roku 2007, ve svých 17 letech, se začal být považován za talent na ME, seriál absolvoval celý. Stal se vicemistrem ve skupině N. V MČR titul v kategorii N obhájil. Pro sezonu 2008 se soustředil na ME ZAV a pomalu přecházel do rally. Sezóna se Jakešovi vydařila – na ME startoval v 11 závodech, v nichž 9× vyhrál a 2× dojel druhý, což mu stačilo na to, aby se stal nejmladším mistrem Evropy.
První rallye, kterou jel, byla Rallye Český Krumlov s vozem Citroën C2 R2 Max. Dojel celkově 26. a 6. ve své třídě.
Později se soustředil pouze na rally, a postupně začal sbírat úspěchy v MČR Sprintrally (3. celkově 2011, stříbro 2013+titul v Nkách), MČR (stříbro 2014) a v roce 2019 v pro MČR-S nástupnickém P2+ rovněž 2. místo absolutně.